# Gjirokastër distrikt
Gjirokastras distrikt (albanska: Rrethi i Gjirokastrës) var ett av Albaniens 36 distrikt. Det hade ett invånarantal på 56 000 och en area av 1 137 km². Det var beläget i sydvästra Albanien, och dess centralort var Gjirokastra. Andra städer i det här distriktet var Labova e Madhe och Lazarati.